# Gajtaninowo
Gajtaninowo (bułg. Гайтаниново) – wieś w Bułgarii, w obwodzie Błagojewgrad, w gminie Chadżidimowo. Według danych szacunkowych Ujednoliconego Systemu Ewidencji Ludności oraz Usług Administracyjnych dla Ludności, 15 czerwca 2020 roku miejscowość liczyła 55 mieszkańców.

## Osoby związane z miejscowością

### Urodzeni
- Wasił Chadżipetrow (1871–1933) – bułgarski rewolucjonista
- Filip Cwetanow (1845–1895) – bułgarski rewolucjonista
- Kostadin Kjulumow (1925–1998) – bułgarski pisarz i scenarzysta
- Dymityr Mawrodiew (1853–1935) – bułgarski rewolucjonista
- Koczo Mawrodiew (1860–1913) – bułgarski rewolucjonista
- Władimir Mawrodiew (1890–1977) – bułgarski sędzia
- Iwan Miszew (1954) – bułgarski poeta
- Nikoła Padarew (1875–1949) – bułgarski polityk
- Krum Prokopow (1870–1950) – bułgarski rewolucjonista
- Petyr Sarafow (1842–1915) – bułgarski nauczyciel
- Wyłczo Sarafow (1877–1901) – bułgarski rewolucjonista, członek WMOK
- Wyłczo Stojanow (1840–?) – bułgarski rewolucjonista
- Iwan Stojkow (1866–1925) – bułgarski generał
- Dymityr Żostow (1868–1935) – bułgarski generał
- Andon Żostow (1842–1903) – bułgarski duchowny, krzewiciel odrodzenia bułgarskiego